# Хусанова, Мухтабар Акбаровна
Хусанова Мухтабар Акбаровна (узб. Xusanova Muxtabar Akbarovna; род 19 февраля 1983 года, Ташкент, УзССР, СССР) — узбекский политический деятель, юрист. Депутат Законодательной палаты Олий Мажлиса Республики Узбекистан. Член Комитета по противодействию коррупции и судебно-правовым вопросам. Член Фракции Демократической партии Узбекистана «Миллий тикланиш».

## Биография
Хусанова Мухтабар родилась 19 февраля 1983 года в городе Ташкент. В 2005 году окончила Ташкентский государственный юридический институт, получив высшее образование по специальности правоведение. Является кандидатом юридических наук. В том же году начала работать ведущим научным сотрудником в Сводной информационно-аналитической группе Института монитортнга действующего законодательства при Президенте Республики Узбекистан. С 2011 по 2012 год работала ведущим научным сотрудником в Отделе по изучению вопросов развития представительных органов власти и многопартийной ситемы Института монитортнга действующего законодательства при Президенте Республики Узбекистан. В 2012—2015 годах являлась главным научным сотрудником в Отделе по изучению вопросов развития представительных органов власти и многопартийной ситемы Института монитортнга действующего законодательства при Президенте Республики Узбекистан. В 2015 году Мухтабар Акбаровна назначена на должность Депутата Законодательной палаты Олий Мажлиса Республики Узбекистан по противодействию коррупции и судебно-правовым вопросам.

## Награды
В 2002 году стала победителем государственной стипендии имени Навои. Награждена памятными знаками «25 лет Конституции Узбекистана» и «25 лет независимости Узбекистана».